# Cratere Phlias
Phlias è un cratere sulla superficie di Febe.